# Die Warzau
Die Warzau (originalmente llamado Die Warzau Synfony) fue una banda de música industrial formada en 1987 por Jim Marcus and Van Christie. 

## Historia
Originalmente firmados con Fiction Records de Chris Parry, el grupo lanzó Disco Rígido a finales de los 1980s.
Un segundo álbum, Big Electric Metal Bass Face, fue lanzado a principios de los 1990s. Contribuidores a la banda en el momento incluyen: Chris Vrenna and James Woolley (ambos miembros de Nine Inch Nails a mediados de los noventa), y el artista audiovisual Burle Avant, cocreador de la serie televisiva Amp.
Engine salió en 1995 con la firma Wax Trax, fue el último álbum de la banda durante un hiato de casi diez años. El disco incluyó contribuciones de Chris Randall de la banda Sister Machine Gun. Una de las canciones escritas por Die Warzau en esta época, "Hole In the Ground", apareció en el álbum Burn, de Sister Machine Gun.
Die Warzau entró en un receso de años, con Marcus y Christie trabajando en otros proyectos. Jim Marcus fundó la banda de funk Everplastic, mientras que Van Christie trabajó en otro proyecto llamado Eco-Hed.
En el 2004 el dúo se reunió, juntos, con nuevos miembros: Abel Garibaldi y Dan Evans, lazaron Convenience con su disquera de Chicago denominada Pulseback Records.
En el 2008 se lanzó Vinyl 88, una colección de remixes y material inédito, incluida una colaboración con el pionero del funk George Clinton

## Discografía

### Disco Rígido (1989)
1. Welcome to America
 
2. Man Is Meat
 
3. Jack Hammer 
 
4. Bodybag 

5. Sexus 

6. Money After All 

7. Strike to the Body 

8. I've Got to Make Sense 

9. National Security 

10. Shake Down 

11. Tear It Down 

12. Bodybag [Edit][Dub]
 
13. Free Radio Africa 
 
14. Tagata en Situ 
 
15. Cross Burning, Pt. 2 
 
16. Land of the Free 

### Big Electric Metal Bass Face (1991)
1. Crack Radio 

2. Funkopolis 

3. Never Again 

4. Shock Box 

5. Brand New Convertible Car 

6. Burning 

7. All Cut Up 

8. Coming Down [Live] 

9. My Pretty Little Girlfriend 

10. Red All Over 

11. Pig City 

12. Dying in Paradise 

13. Suck It Up 

14. Head 

### Engine (1995)
1. Missing It 

2. Liberated 

3. Lizardoplacentis 

4. Muck 

5. Cyberdelia Non Corborundum 

6. Grounded 

7. Heroína.d. 

8. Belly 

9. Ultraplanet 

10. Pughead (Badacidanimals) 

11. Allgoodgirls 

12. Material 

13. Shakespeare 

14. Amphibious 

15. America 

### Convenience (2004)
1. Crusaders 

2. Go Going Gone 

3. Permission 

4. Radiation Babies 

5. Glare 

6. Bliss 

7. Linoleum 

8. Superbuick 

9. Terrorform 

10. Curious 

11. Gone Chemical 

12. Kleen 

13. King of Rock and Roll 

14. Come as You Are 

15. As We Are so We Are 

16. Shine 

### Vinyl88 - Not the Best of Die Warzau (2008)
1. Insect 

2. Land of the Free 

3. Born Again 

4. All Good Girls 

5. Glare 

6. Funkopolis 

7. Crusaders 

8. Welcome to America 

9. Coming Down 

10. Kleen 

11. Last Generation 

12. All Cut Up 

13. Nitelight 

14. Smacktime 

15. Permission 

16. Hitler's Brain 